# Mel Robbins
Pour les articles homonymes, voir Robbins.
Melanie « Mel » Robbins (née Schneeberger le 6 octobre 1968) est une coach, commentatrice américaine sur la chaîne CNN, animatrice de télévision, autrice et conférencière spécialiste en motivation.
Robbins est essentiellement connue pour la couverture du procès George Zimmerman (en) et pour son livre The 5 Second Rule.

## Biographie
Avant de travailler à CNN, Robbins a travaillé comme avocate en défense pénale, fondé et revendu sa propre entreprise de technologique et Internet, Advice for Living, Inc. selon son site officiel et présenté le Mel Robbins Show avec Cox Media et le show de A&E, Monster In-Laws et Someone's Gotta Go chez FOX.
En 2011, Robbins a publié son premier livre: Stop Saying You're Fine. Elle a été invitée à participer à une conférence TEDx à San Francisco, où sa conférence intitulée "How to stop Screwing Yourself Over" totalise à ce jour plus de 22 millions de vues et propulse sa carrière d'oratrice.
Le 28 février 2017, Robbins a publié son deuxième livre intitulé La Règle des 5 secondes (The Five Second Rule en anglais), qui a été traduit en français en 2018. L'édition anglophone de La Règle des 5 secondes a été au sommet des ventes sur Audible et le 6e livre le plus lu sur Amazon en 2017. Forte de ce succès, elle a lancé en juin son émission de coaching sur Audible, Kick Ass with Mel Robbins.

## Honneurs et récompenses
En 2014, Robbins a reçu le prix Gracie Awards Prix pour "Hôtesse Exceptionnelle" dans la catégorie News/Non-fiction.